# Rohoźna (gmina)
Rohoźna (lub Rohożna) – dawna gmina wiejska istniejąca do 1928 roku w woj. poleskim (obecnie na Białorusi). Siedzibą gminy była Rohoźna.
W okresie zaborów siedzibą zarządu gminy były Chwedkowicze. W okresie międzywojennym gmina Rohoźna należała do powiatu kobryńskiego w woj. poleskim.
Gminę zniesiono 18 kwietnia 1928 roku, a jej obszar włączono do gminy Oziaty oraz do nowo utworzonej gminy Żabinka.
Nie mylić z gminą Rohotna.